# Würmla
Würmla ist eine Marktgemeinde mit 1641 Einwohnern (Stand 1. Jänner 2025) im Bezirk Tulln in Niederösterreich.

## Geografie
Würmla liegt im niederösterreichischen Alpenvorland zwischen den Städten St. Pölten und Tulln. Das Gemeindegebiet wird im Norden durch die Perschling begrenzt, die in einer Meereshöhe von 200 Meter nach Osten fließt. Von diesem breiten Tal steigt das Land nach Süden zu einem Höhenrücken an. Im Westen ist dieser mit dem Grunddorfer Berg 299 Meter hoch, im Osten erreicht er nördlich von Holzleiten ebenfalls knapp 300 Meter. Weiter nach Süden schließt das Tal des Moosbaches an, der in etwa 220 Meter Höhe nach Osten zur Großen Tulln fließt. Die südliche Gemeindegrenze bildet ein bewaldeter Rücken mit 350 Höhenmetern.
Die Fläche der Marktgemeinde umfasst zwanzig Quadratkilometer. Davon werden mehr als zwei Drittel landwirtschaftlich genutzt, 18 Prozent der Fläche sind bewaldet.

### Gemeindegliederung
Das Gemeindegebiet umfasst folgende 15 Ortschaften (in Klammern Einwohnerzahl Stand 1. Jänner 2025):
- Anzing (93)
- Diendorf (101)
- Egelsee (43)
- Gotthartsberg (10)
- Grub (5)
- Gumperding (47)
- Hankenfeld (157)
- Holzleiten (151)
- Jetzing (14)
- Mittermoos (18)
- Pöding (16)
- Saladorf (74)
- Untermoos (14)
- Waltendorf (94)
- Würmla (804)

Die Gemeinde besteht aus den Katastralgemeinden Anzing, Diendorf, Egelsee, Gotthartsberg, Grub bei Saladorf, Gumperding, Holzleiten, Jetzing, Mittermoos, Pöding, Saladorf, Untermoos, Waltendorf und Würmla.

### Nachbargemeinden
|                 | Atzenbrugg                                  | Michelhausen    |
| Perschling (PL) | Kompassrose, die auf Nachbargemeinden zeigt | Asperhofen (PL) |
|                 | Neulengbach (PL)                            |                 |

## Geschichte
Würmla wird erstmals als Wirmila 1075 im Göttweiger Saalbuch urkundlich erwähnt, als ein Raffolt von Wirmila Zeuge einer Schenkung an das Stift ist. Der Name setzt sich aus den althochdeutschen Wörtern „Wirm“ (Wurm) und „la“ (Lache, Bach) zusammen. Bereits 1180 wird eine Kapelle in Wirmila erwähnt. Als 1285 die Herren von Würmla ausstarben, folgten ihnen die Herren von Pain (Paiger) nach. Im 15. Jahrhundert wurden die Hohenberger die Besitzer von Würmla. 1542 erbte Hans von Kornfail die Burg. Er war 1529 der erfolgreiche Verteidiger von St. Pölten gegen die Türken. Wie das Gebäude ursprünglich aussah, ist unbekannt. Vischer zeichnete 1672 ein schlossartiges, dreigeschoßiges Gebäude mit einem viereckigen Turm, das auf einer Insel in einem Teich lag. Der spätere Nachfolger Hector Friedrich Freiherr von Kornfail wurde unter Kaiser Josef I. im Jahr 1705 in den Reichsgrafenstand aufgenommen. Dessen Sohn Hector Wilhelm musste 1730 Würmla verkaufen und nach Nürnberg auswandern, da er Protestant war. Danach wechselten die Besitzer häufig.
Der erste Schulunterricht fand 1720 im Gashof Burger statt. Zwanzig Jahre später wurde ein eigenes Schulgebäude errichtet, an der Stelle, wo auch heute die Schule steht. Zur gleichen Zeit entstand auch die neue Kirche, die 1741 dem hl. Ulrich geweiht wurde.
In der Mitte des 19. Jahrhunderts war die Umgebung des Schlosses bereits trockengelegt: um 1880 wurde das Gebäude nach Plänen von Johann Julius Romano unter Verwendung des alten Baukerns neu errichtet. Im Jahr 1916 kaufte Heinrich Mendl, der Besitzer der Ankerbrot-Werke das Schloss, ab 1953 war es ein Urlaubsheim für die Belegschaft. Nach dem Kauf durch die Gemeinde Würmla im Jahr 1970 wurde es 2002 restauriert und dient jetzt als Gemeindeamt.

### Einwohnerentwicklung
Nach dem Ergebnis der Volkszählung 2001 gab es 1258 Einwohner. 1991 hatte die Marktgemeinde 1164 Einwohner, 1981 1056 und im Jahr 1971 1016 Einwohner.
| Würmla: Einwohnerzahlen von 1869 bis 2025           | Würmla: Einwohnerzahlen von 1869 bis 2025 | Würmla: Einwohnerzahlen von 1869 bis 2025 | Würmla: Einwohnerzahlen von 1869 bis 2025 | Würmla: Einwohnerzahlen von 1869 bis 2025 |
| --------------------------------------------------- | ----------------------------------------- | ----------------------------------------- | ----------------------------------------- | ----------------------------------------- |
| Jahr                                                |                                           |                                           |                                           | Einwohner                                 |
| 1869                                                | 1869                                      |                                           | 1.434                                     | 1.434                                     |
| 1880                                                | 1880                                      |                                           | 1.508                                     | 1.508                                     |
| 1890                                                | 1890                                      |                                           | 1.397                                     | 1.397                                     |
| 1900                                                | 1900                                      |                                           | 1.453                                     | 1.453                                     |
| 1910                                                | 1910                                      |                                           | 1.428                                     | 1.428                                     |
| 1923                                                | 1923                                      |                                           | 1.340                                     | 1.340                                     |
| 1934                                                | 1934                                      |                                           | 1.352                                     | 1.352                                     |
| 1939                                                | 1939                                      |                                           | 1.244                                     | 1.244                                     |
| 1951                                                | 1951                                      |                                           | 1.130                                     | 1.130                                     |
| 1961                                                | 1961                                      |                                           | 1.074                                     | 1.074                                     |
| 1971                                                | 1971                                      |                                           | 1.016                                     | 1.016                                     |
| 1981                                                | 1981                                      |                                           | 1.056                                     | 1.056                                     |
| 1991                                                | 1991                                      |                                           | 1.164                                     | 1.164                                     |
| 2001                                                | 2001                                      |                                           | 1.258                                     | 1.258                                     |
| 2011                                                | 2011                                      |                                           | 1.269                                     | 1.269                                     |
| 2021                                                | 2021                                      |                                           | 1.573                                     | 1.573                                     |
| 2025                                                | 2025                                      |                                           | 1.641                                     | 1.641                                     |
| Quelle(n): Statistik Austria, Gebietsstand 1.1.2021 |                                           |                                           |                                           |                                           |

## Kultur und Sehenswürdigkeiten
- Schloss Würmla

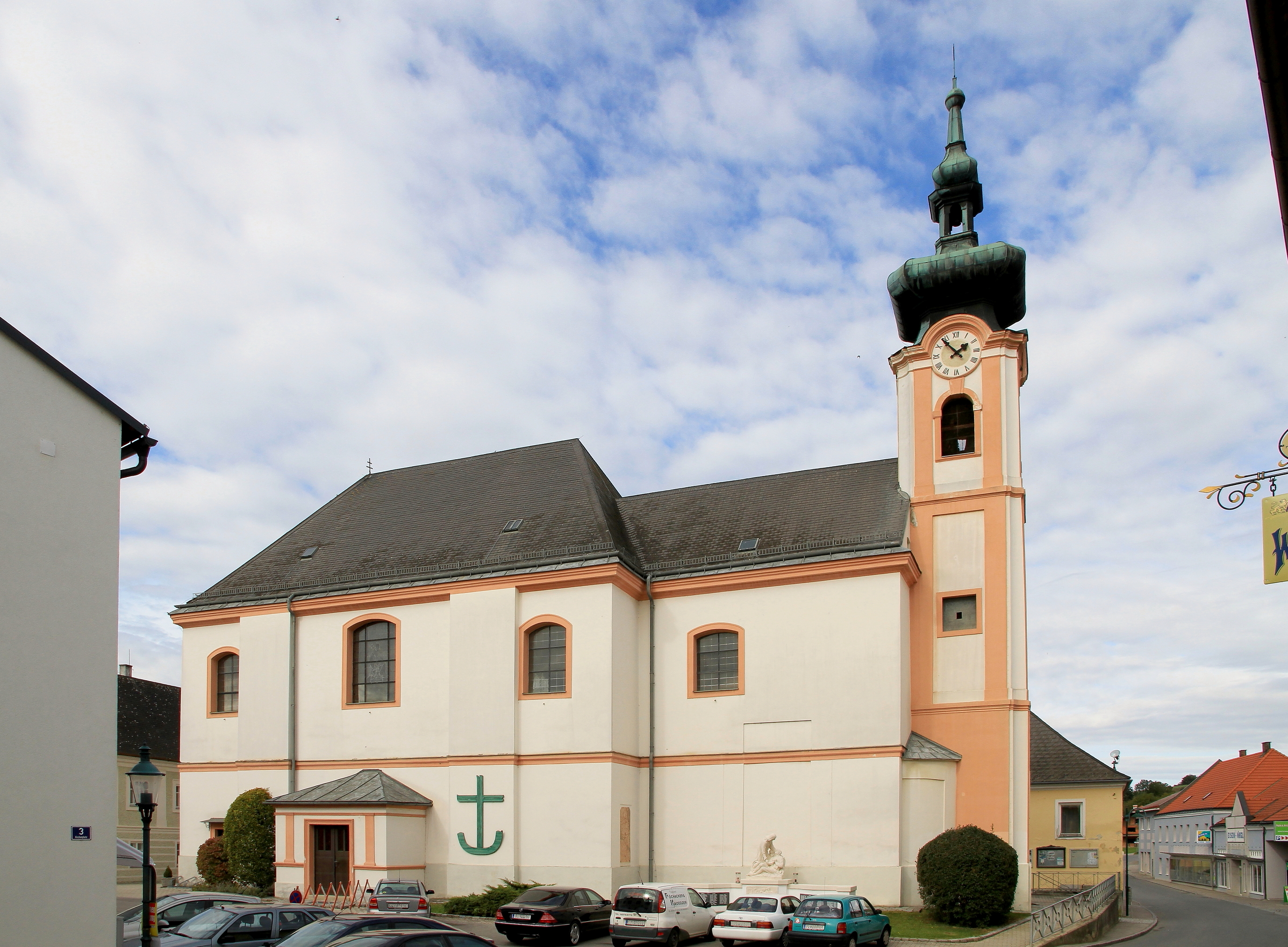
Pfarrkirche Würmla

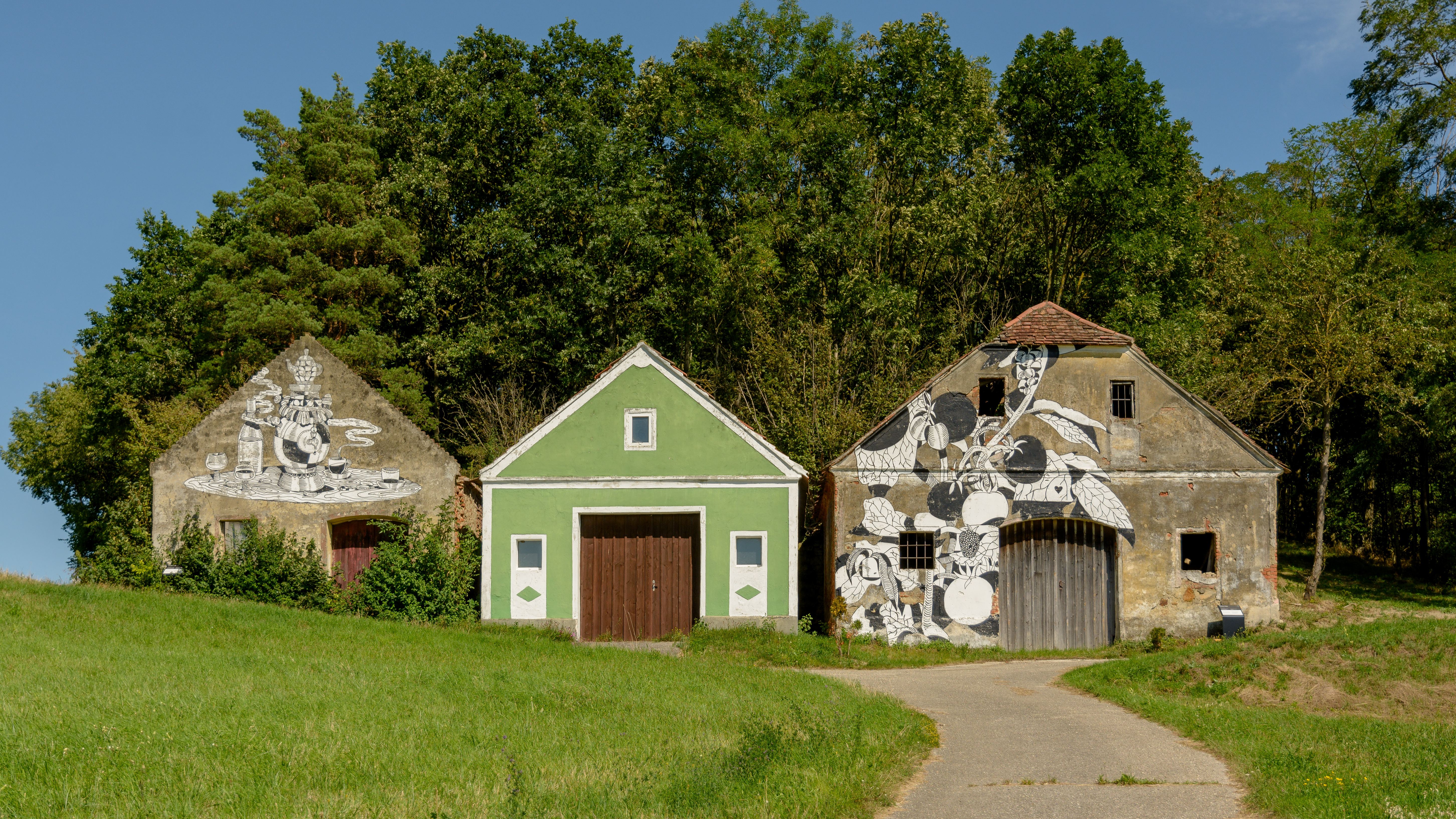
"Würmlas Wände" in Jetzing

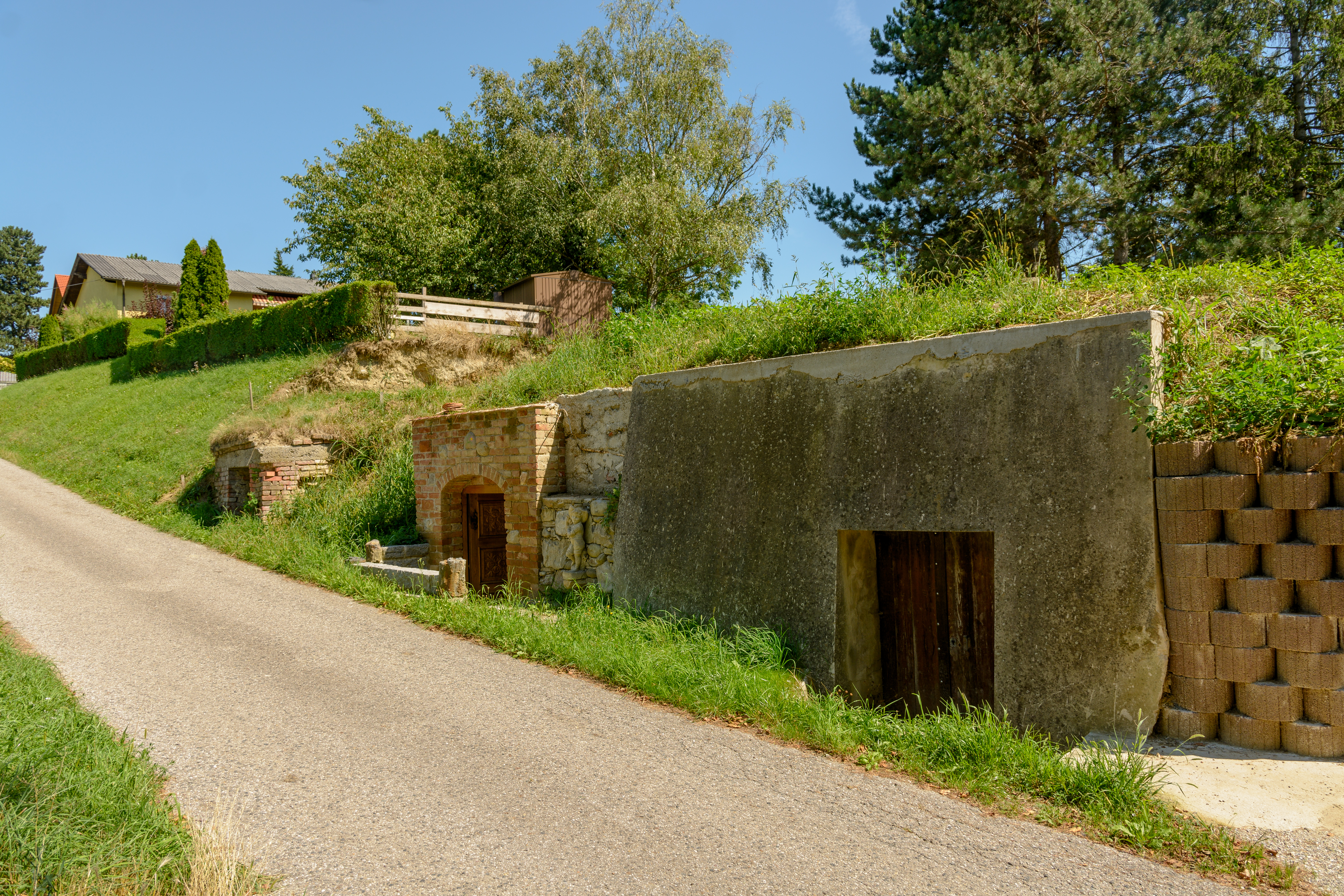
Kellergasse in der Kahlenbergstraße

- Katholische Pfarrkirche Würmla hl. Ulrich
- Würmlas Wände: Im Zeitraum von April 2019 bis Dezember 2019, initiierten Katharina C. Herzog und David Leitner das Kunstprojekt Würmlas Wände – urbane Kunst auf Würmlas ländlichen Fassaden. Insgesamt wurden 13 alte Stadl, Keller und Silos in zehn Ortschaften der Gemeinde gestaltet.[5]

Regelmäßige Veranstaltungen
- Bauernmarkt: Ein besonderer Höhepunkt ist immer der alljährliche Bauernmarkt, der am zweiten Sonntag im September stattfindet.
- Leonhardiritt: Mit Pferden an einem Sonntag im November

## Wirtschaft

### Wirtschaftssektoren
Von den 56 landwirtschaftlichen Betrieben des Jahres 2010 wurden 32 von Haupterwerbsbauern geführt. Diese bewirtschafteten 78 Prozent der Flächen. Im Produktionssektor arbeiteten 122 Erwerbstätige im Bereich Herstellung von Waren und 17 in der Bauwirtschaft. Die größten Arbeitgeber des Dienstleistungssektors waren die Bereiche soziale und öffentliche Dienste und der Handel mit jeweils 25 Mitarbeitern.
| Wirtschaftssektor            | Anzahl Betriebe | Anzahl Betriebe | Erwerbstätige | Erwerbstätige |
| Wirtschaftssektor            | 2011            | 2001            | 2011          | 2001          |
| ---------------------------- | --------------- | --------------- | ------------- | ------------- |
| Land- und Forstwirtschaft 1) | 56              | 78              | 68            | 71            |
| Produktion                   | 22              | 14              | 139           | 128           |
| Dienstleistung               | 38              | 28              | 76            | 102           |

1) Betriebe mit Fläche in den Jahren 2010 und 1999
| Im Jahr 2011 lebten 637 Erwerbstätige in Würmla. Davon arbeiteten 162 in der Gemeinde, drei Viertel pendelten aus. In Würmla befindet sich ein Kindergarten und eine Volksschule. | Die zur Anzeige dieser Grafik verwendete Erweiterung wurde dauerhaft deaktiviert. Wir arbeiten aktuell daran, diese und weitere betroffene Grafiken auf ein neues Format umzustellen. (Mehr dazu) |

### Verkehr
- Eisenbahn: Durch den Norden des Gemeindegebietes verläuft die Neue Westbahn. Die nächsten Bahnhöfe sind Tullnerfeld vierzehn Kilometer im Nordosten und St. Pölten zwanzig Kilometer im Südwesten.[12]
- Straße: Die wichtigste Straßenverbindung ist die Wiener Straße B1.
- Rad: Der Kapellner Radweg 404 führt von Rapoltendorf über Würmla nach Aspern.[13]

## Politik

### Gemeinderat
| Der Gemeinderat hat 19 Mitglieder. - Mit den Gemeinderatswahlen in Niederösterreich 1990 hatte der Gemeinderat folgende Verteilung: 15 ÖVP, 2 FPÖ und 2 Sonstige. - Mit den Gemeinderatswahlen in Niederösterreich 1995 hatte der Gemeinderat folgende Verteilung: 13 ÖVP, 3 PRO Würmla Liste Haidegger, 2 FPÖ und 1 Überparteiliche Bürgergemeinschaft-Würmla. - Mit den Gemeinderatswahlen in Niederösterreich 2000 hatte der Gemeinderat folgende Verteilung: 12 ÖVP, 4 PRO Würmla Liste Haidegger, 2 FPÖ und 1 SPÖ. - Mit den Gemeinderatswahlen in Niederösterreich 2005 hatte der Gemeinderat folgende Verteilung: 12 ÖVP, 5 PRO Würmla, 1 SPÖ und 1 FPÖ. - Mit den Gemeinderatswahlen in Niederösterreich 2010 hatte der Gemeinderat folgende Verteilung: 14 ÖVP, 3 PRO Würmla, 1 SPÖ und 1 FPÖ. - Mit den Gemeinderatswahlen in Niederösterreich 2015 hatte der Gemeinderat folgende Verteilung: 13 ÖVP, 4 PRO Würmla, 1 FPÖ und 1 SPÖ. - Mit den Gemeinderatswahlen in Niederösterreich 2020 hat der Gemeinderat folgende Verteilung: 12 ÖVP, 5 PRO Würmla, 1 SPÖ und 1 FPÖ. - Mit den Gemeinderatswahlen in Niederösterreich 2025 hat der Gemeinderat folgende Verteilung: 11 ÖVP, 5 PRO Würmla, 2 FPÖ und 1 SPÖ. | Die zur Anzeige dieser Grafik verwendete Erweiterung wurde dauerhaft deaktiviert. Wir arbeiten aktuell daran, diese und weitere betroffene Grafiken auf ein neues Format umzustellen. (Mehr dazu) |

### Bürgermeister
Bürgermeister seit 1850 waren:
- 1850–1858 Heinrich Czerny
- 1858–1867 Ignaz Doppler
- 1867–1904 Johann Bomassl
- 1904–1908 Anton Hubauer
- 1908–1912 Leopold Heiss
- 1912–1918 Karl Gutscher
- 1918–1924 Karl Schmied
- 1924–1938 Johann Nagl
- 1938–1945 Leopold Birnecker
- 1945–1946 Johann Nagl
- 1946–1950 Johann Thallauer
- 1950–1965 Karl Gstöttner
- 1965–1996 Alois Anzenberger (ÖVP)
- 1996–2006 Josef Burger (ÖVP)
- 2007–2019 Anton Priesching (ÖVP)
- seit 2019 Johannes Diemt (ÖVP)[21]

### Wappen
Das Gemeindewappen wurde 1989 verliehen.

## Persönlichkeiten
Ehrenbürger der Gemeinde
- 2016: Erich Resch, Pfarrer im Ruhestand

Söhne und Töchter der Gemeinde
- Leopold Leopoldi (1860–1933), Violinist und Pianist
- Robert von Heine-Geldern (1885–1968), Ethnologe, Archäologe und Hochschullehrer, geboren in Grub
- Alois Anzenberger (1923–2005), Politiker
- Maria Gstöttner (* 1984), Rekordfußballspielerin